# Sandringham
Pour l’article homonyme, voir Sandringham (Terre-Neuve-et-Labrador).
Sandringham est un village et paroisse civile dans le nord du comté anglais du Norfolk.
Le village abrite l'église Sainte-Marie-Madeleine ainsi que le palais de Sandringham House, lieu de villégiature des souverains britanniques. On y trouve aussi un hameau et village disparu, Babingley.
⁷

## Personnalités liées à la commune
- Diana Spencer, princesse de Galles, est née à Sandringham le 1er juillet 1961.